# 캄차카 한인

캄차카 지방의 지도

캄차카 한인 또는 캄차카 조선인은 러시아 캄차카반도에 거주하는 한민족으로, 다른 고려인들과 달리 대부분 조선민주주의인민공화국 출신 이주민 및 그 후손으로 이루어져 있다. 이들이 가장 많이 거주하는 곳은 옐리조보이다.
조선인 주민은 1946년부터 1949년까지 계약직 노동자로 처음 이주했다. 기록으로 확인 가능한 것은 수천 명 가량이나, 어떤 추산에 따르면 최대 5만 명의 북한 노동자가 유입되었을 수 있다. 이들 대부분은 계약 만료 이후 떠났으나 일부는 귀환하지 않고 남아 캄차카 조선인 교민 집단을 형성했다. 2020년 기준 인구는 1,800명으로 추산되며, 현재는 초기 정착민들이 대부분 사망하고 2세나 3세가 주류를 이루고 있다.
캄차카 조선인들은 소련 붕괴 이후 정체성의 변화를 겪었다. 이들은 늦으면 1980년대 후반까지도 북한과의 교류와 방문을 계속했으나, 이후 개방되고 경제적으로 성공한 대한민국과 더 깊은 관계를 맺게 되었다. 현재 많은 캄차카 한인이 대한민국으로 방문하거나 이주하고 있다.

## 같이 보기
- 고려인
- 사할린 한인
- 재러 북한인